# 砂遊び

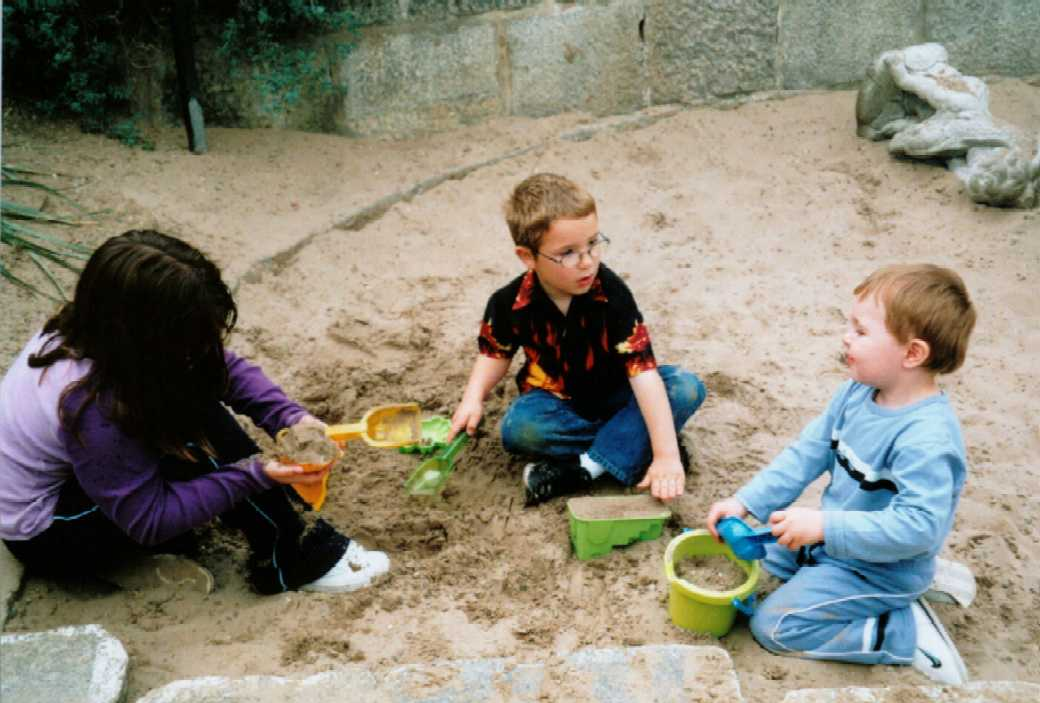
集まって砂場で遊ぶ人々

砂遊び（すなあそび）とは、砂場や砂浜で砂を掘ったり砂山を作ったりして遊ぶことである。

## 概要
この遊びは、砂を掘ったり盛り上げたり、更にはそれで彫刻など造形を行ったりする。高度なものでは青少年や大人が主体となって行われるサンドアートという芸術活動（砂絵を含む）もあるが、概ねこれらは戸外で砂と戯れる行為である。
土で同様の遊びをすると泥遊び（どろあそび）や泥んこ遊び（どろんこあそび）というが、砂に水を加えた状態でも泥遊びと区別がつけにくくなる場合がある。また、砂は様々な造形を楽しめる一方で、その作り上げたものを壊してしまうことも可能とする。棒倒しのように、ゲームとして作り上げた砂山の上に立てた棒を倒さないよう山を切り崩したり、水を浴びせかけて崩したり、積極的に山の上に飛び乗ったり、更には砂山に頭から飛び込むなどして、いうなれば「創造と破壊」を楽しむことも可能である。そして砂は、幾らその造形物を破壊したとしても、砂自体は損なわれることは無い。
これらの遊びは砂に付いた雑菌にまみれるほか、着衣が汚れ易いことから嫌う者もいる。対して、こういった遊びは戸外で日差しのもと、多少不衛生な環境にいることで免疫系を適度に刺激して健康的で丈夫な体を作るためには欠かせないと考える者もいる（→衛生仮説/免疫・雑菌）。ただ、寄生虫の問題もあるため、遊んだら良く手や顔を洗うのが望ましい。なお犬や猫などが入り込み排泄する可能性がある砂場では、シートを被せてこれら排泄されないようにすることも行われるが、逆に直射日光を遮り不衛生になる可能性もあるため議論の的である（糞と社会問題も参照）。
『人生に必要な知恵はすべて幼稚園の砂場で学んだ』（ISBN 4-309-46148-4）という、1990年代にベストセラーにもなった本がある。砂場では他人と協調して山を作ってトンネルを穿ったり、或いはお気に入りの玩具を貸し与えることで他人と仲良くなったり、または人の玩具を羨んで無理に取ろうとすれば喧嘩になったりと、様々な意味で社会性の初等教育に相応しいテーマが存在する。

## サンドアート

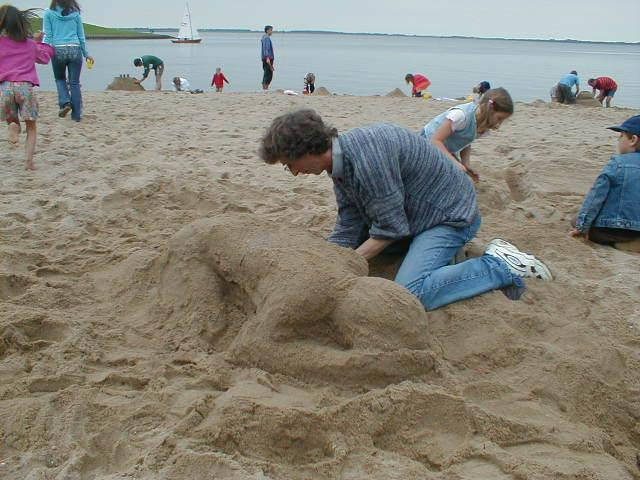
砂と戯れる青年
サンドアートに挑戦することは、大人のホビーともなる。

砂遊びも高度化すると、サンドアートなど芸術活動の範疇であり、欧米ではそういった活動やコンテストも盛んである。
なお一概に「サンドアート」というと、そこには砂を使った芸術的・あるいは美術的な様々な活動が内包される。砂で彫像を作ることはもちろんのこと、砂絵やそれを使ったアニメーション、また砂という媒介を通して表現するパフォーマンスの類も見られないことではない。余禄ではあるが、砂を使っての美術活動は古くからその類型が見出せ、チベットで行われる曼荼羅を砂で描く行為や日本の盆石（ぼんせき→盆景）のように、その場限りの美術表現としての活動が見出せる。

### 砂像イベント

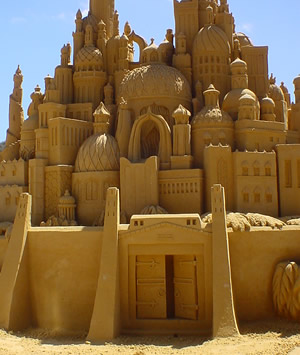
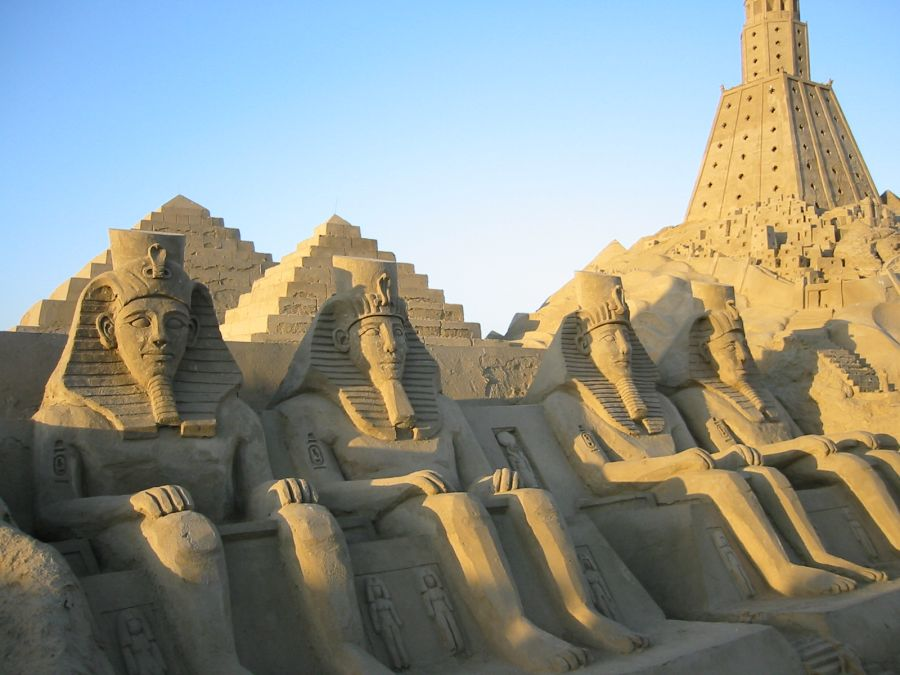
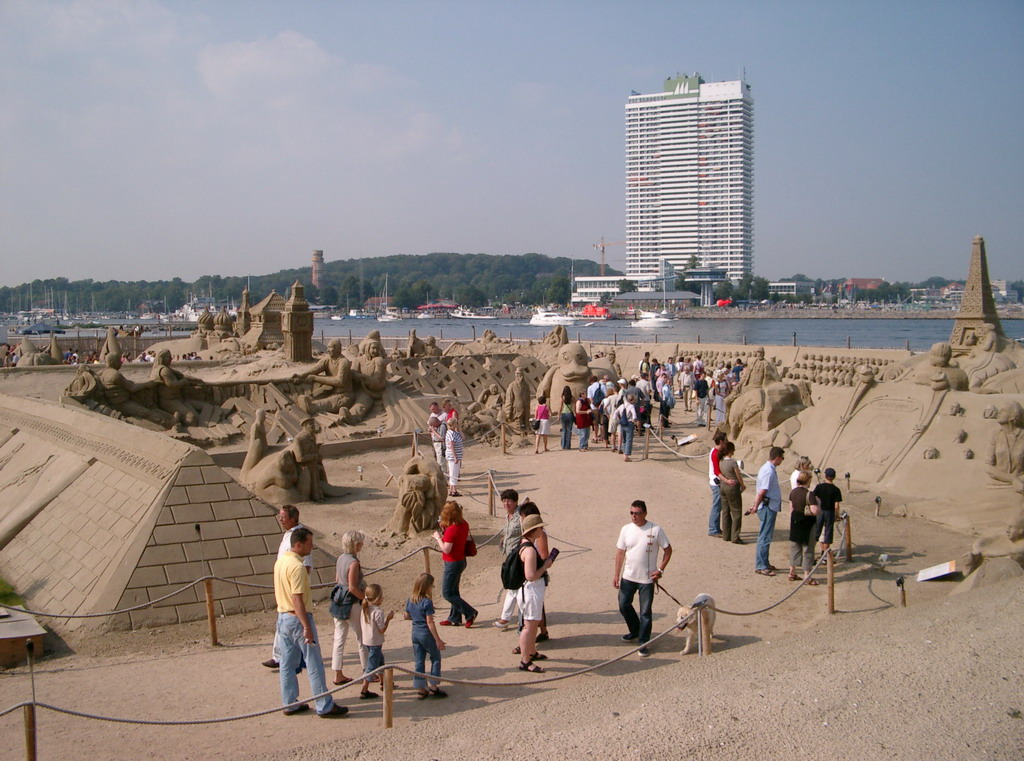
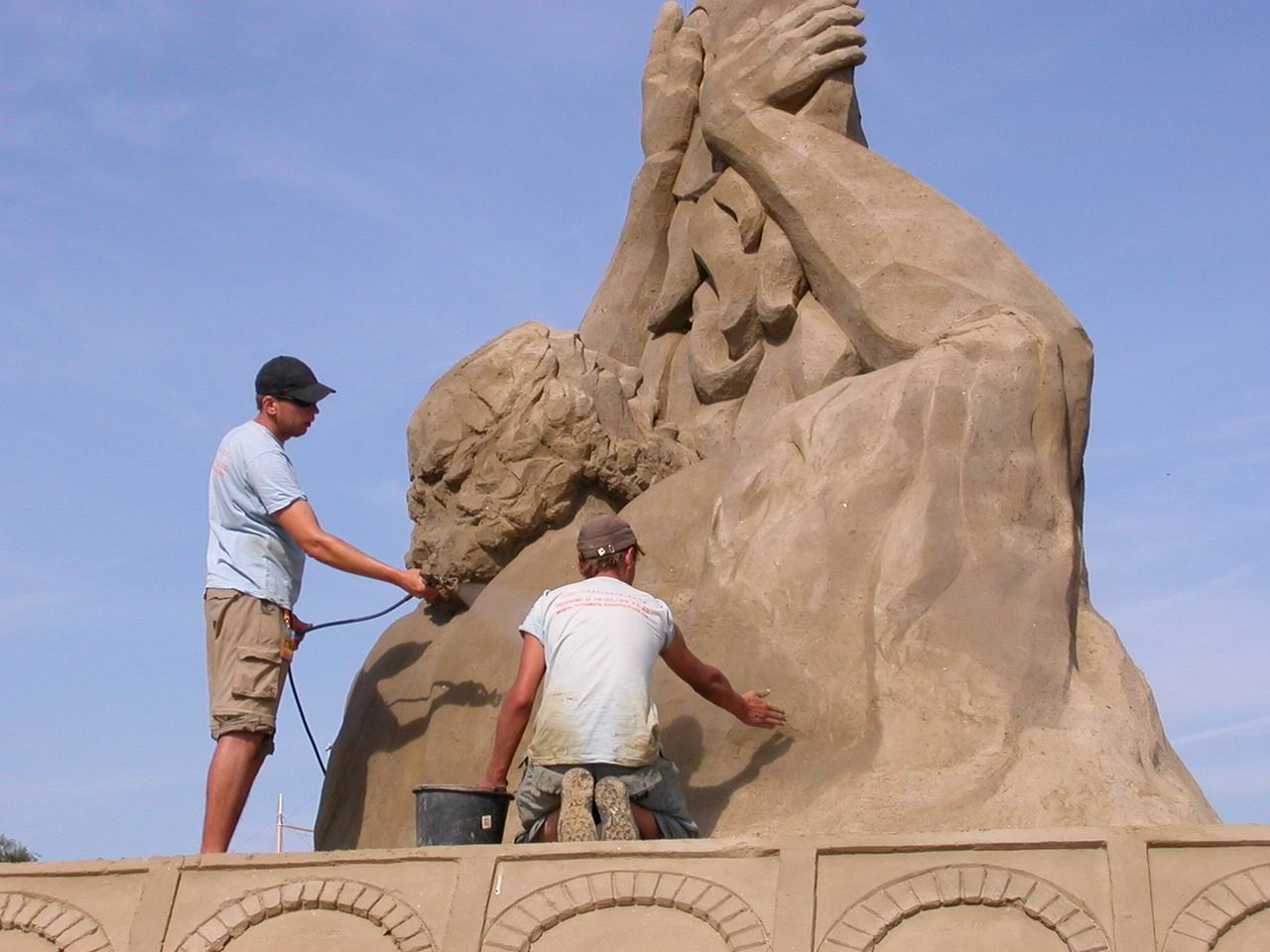
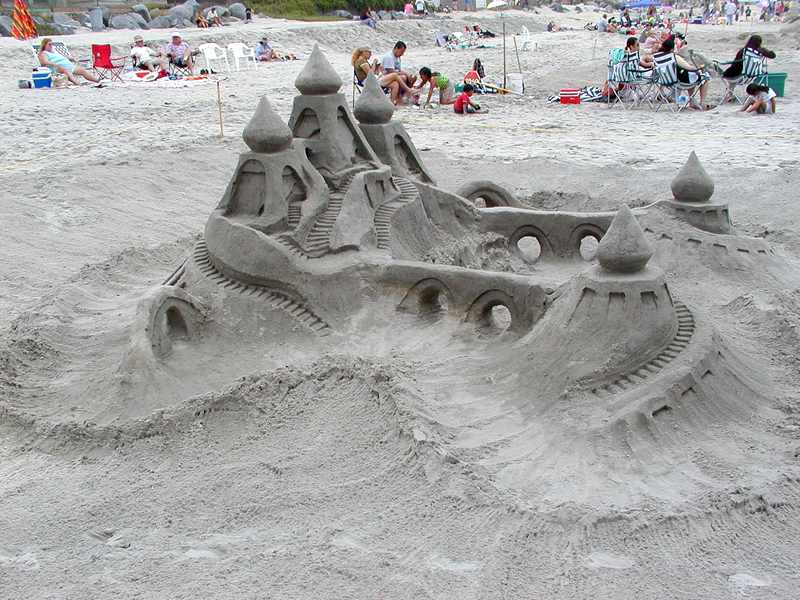
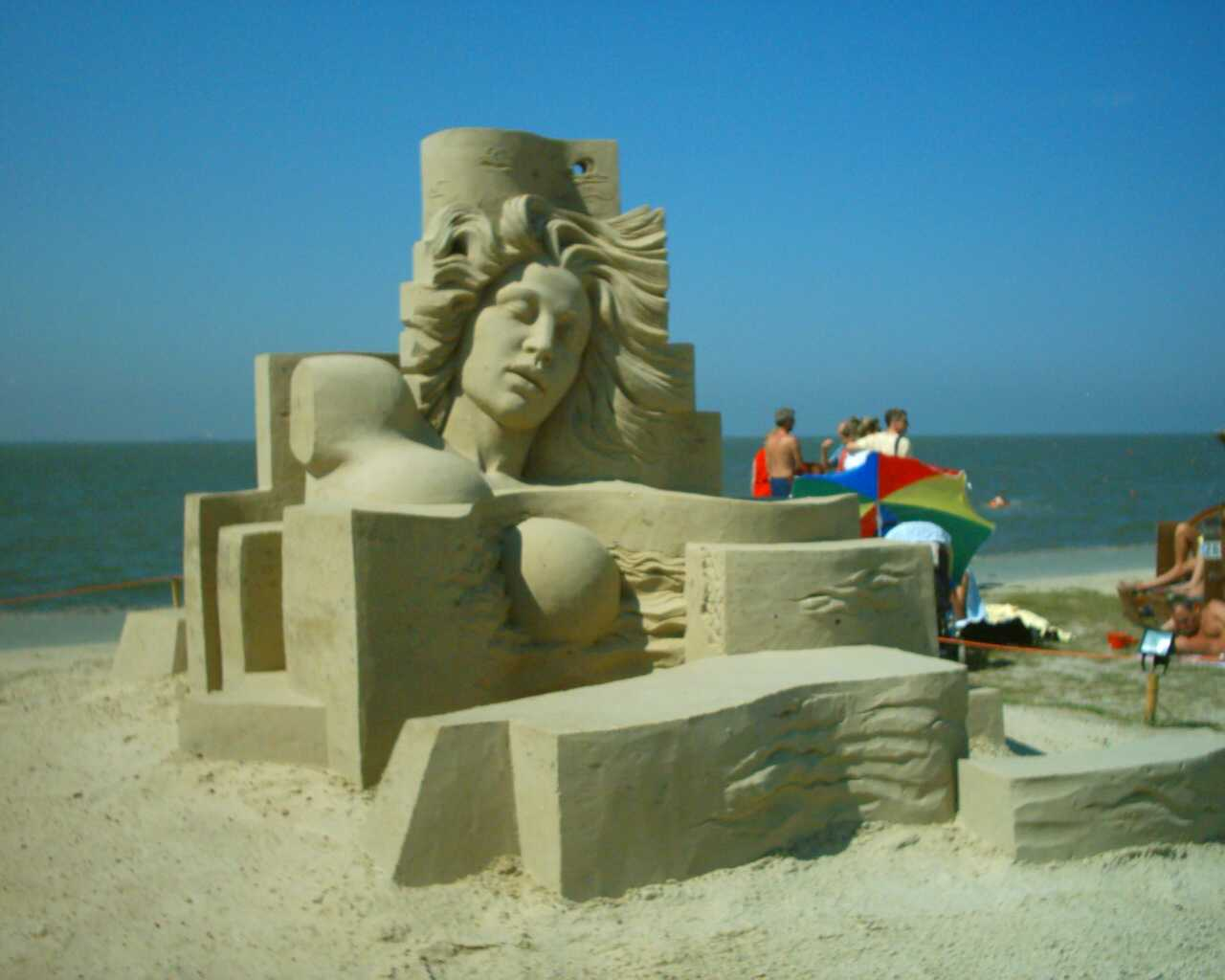
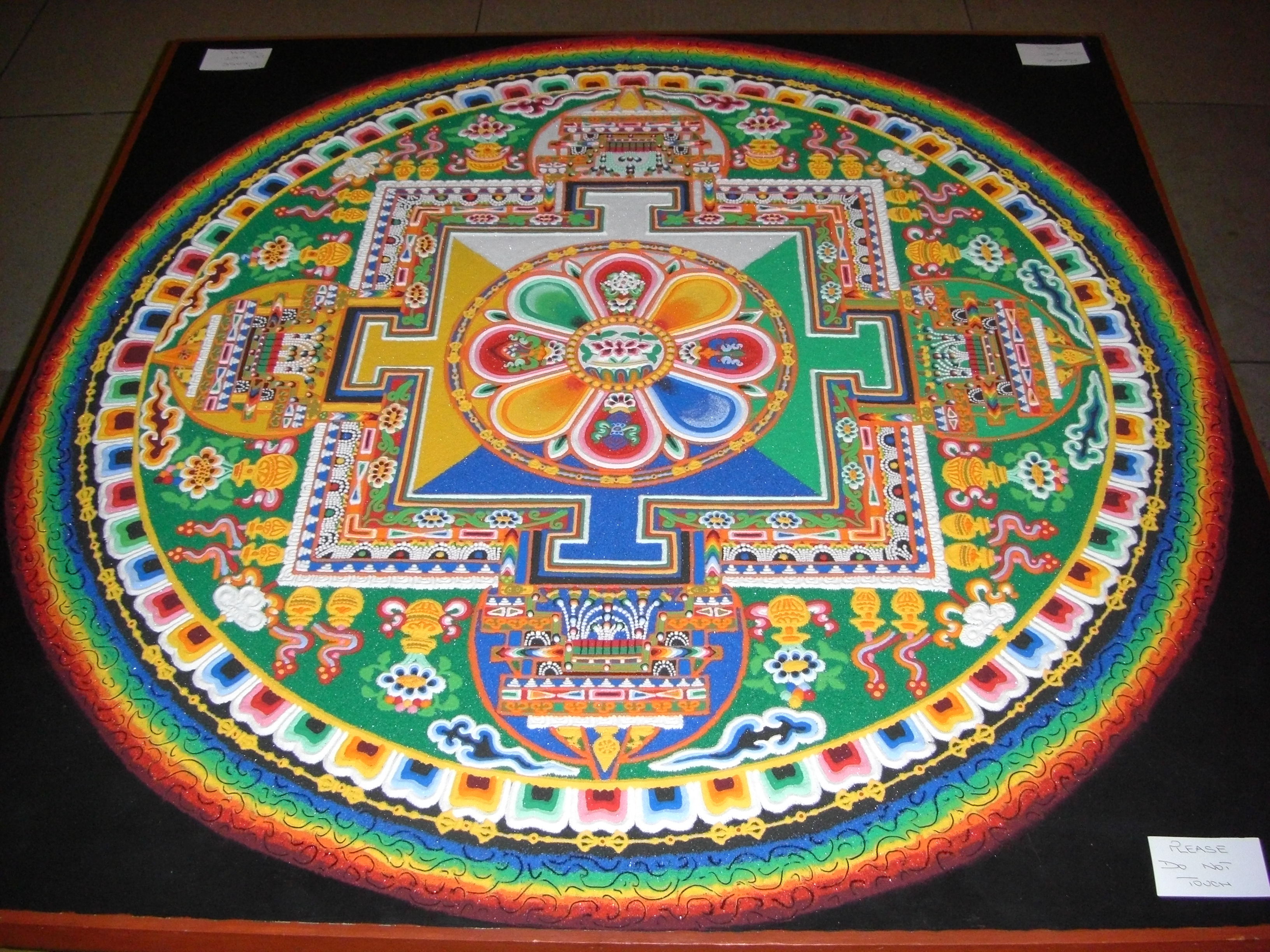

欧米における砂の彫像に関してのコンテストは、日本の雪まつりにおける市民参加の雪像製作に近いものも見られる。こういった像は、簡単なものでは、湿らせた砂を盛り上げたり押し固めたものを削ったりして造形する。高度なものでは砂に接着剤代わりの砂糖水や薄めた木工用ボンドなどを含ませたりして固め、細部まで彫刻するものもみられるが、この接着も環境負荷に考慮してあまり強固には接着しないのが一般的で、例えば鳥取砂丘で行われる「砂の美術館」では崩壊過程を含めての展示を行っている（鳥取砂丘「砂の美術館」）。

## 海辺での砂遊び
海辺の砂浜では上のような砂遊びのほかに「誰かを埋める」という遊びも行われる。寝そべったものの上に砂を首の辺りまで盛り上げて山とする。この首だけ出した格好を楽しんだり、あるいは初歩的なサンドアートを施して楽しむ。但し、窒息の危険があるので、注意した方が良い。
埋められた側は半身を起こしてしまうと折角の砂山が崩れるので動かないようにしなければならないが、こういった悪ふざけは海水浴の場などで時折見かけられる。

## 注意点
これらの遊びでは、幼児や児童の多くは非常に熱中し易い傾向がうかがえる。ただ熱中し過ぎるとお気に入りの玩具（スコップやバケツ、あるいは砂を穿るための木の棒など）を他者と取り合いになって喧嘩してしまったり、または興に乗り過ぎて砂場にホースで大量注水、挙句に服を着たまま泳いでしまったりと、大人の想像もつかないことをする傾向がある。
その一方で、砂に埋もれたガラスの破片や古釘などで怪我をする場合もあり、管理の悪い砂場で遊ぶことは危険ですらある。同様に、砂採取場など大規模に砂がある場所では、砂の倒壊による生き埋めという事故も起こりうる。過去にはすり鉢状になった穴に子供がはまり込むなどの事故も度々報じられており、また海岸護岸線でも工事の関係から流砂が起こり、子供が砂の穴に落ち込むなどの事故も報じられている。
こういった事故を予防するためには、安全性の確認された砂場以外では遊ばず、安全とされている場所でも同行者が目を離さないのが望ましい。
その一方で、あまりに熱中しすぎて熱中症を起こすケースもある。特に夏場の海岸などでは日差しが強い。また、波打ち際で遊んでいる場合には波にさらわれないようにするなどの注意が必要である。